# Bruck Pál
Bruck Pál (Hidasi Pál) (1860 körül – Zombor, 1887. november 13.) orvos.

## Élete
Miután az orvosi tanfolyamot bevégezte, egy évig dr. Tauffer Vilmos szülész mellett volt segédorvos; 1886-ban Szabadkán telepedett le mint gyakorló orvos és Palicson fürdőorvos volt.

## Munkái
Az elhizás és gyógyítása. Bevezetésűl: A táplálkozás élettana népszerűen előadva. Bpest, 1886.
Írt tárcacikkeket Hidasi Pál néven a Fővárosi Lapokba 1885 körül és természettaniakat a Természettudományi Közlönybe (1883).